# Clément de Cléty

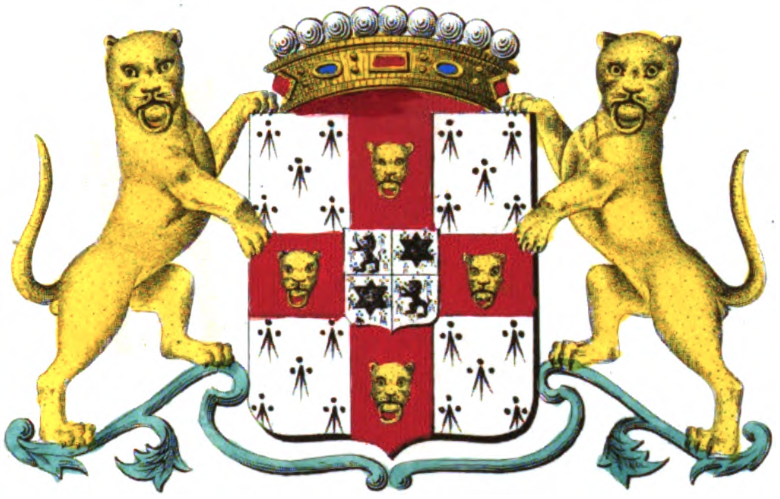
Wapen van de familie Clément de Cléty

Clément de Cléty is een Zuid-Nederlandse adellijke familie.

## Geschiedenis
- In 1758 werd Alexandre-Théodore Clément in de erfelijke adel verheven door keizerin Maria Theresia.
- In 1789 verleende keizer Jozef II de erfelijke titel ridder aan 
  - Charles-François Clément de Cléty;
  - Jean-Joseph Clément de Cléty;
  - Eugène-Nicolas Clément de Cléty.

Jean-Joseph Nicolas Clément de Cléty was licentiaat in de rechten en advocaat. Hij werd voorzitter van de rechtbank van eerste aanleg in Waver en raadsheer bij het Rekenhof. Hij was getrouwd met Hyacinthe Meuret de Hauteporte en ze waren de ouders van de hierna genoemden.

## Adolphe Clément de Cléty
Jean Adolphe Clément de Cléty (Brussel, 10 december 1794 - Saint-Géry, 2 september 1875), officier, trouwde in 1828 met Henriette van der Noot (1782-1851). Het huwelijk bleef kinderloos. 

## Hyacinthe Clément de Cléty
Hyacinthe-Elisabeth Clément de Cléty (Brussel, 2 maart 1796 - Schaarbeek, 18 augustus 1882) trouwde in 1813 met Hugues Perlau (1762-1824), rechter in Bergen. Ze werd in 1823, onder het Verenigd Koninkrijk der Nederlanden, erkend in de persoonlijke adel.

## Joséphine Clément de Cléty
Joséphine-Eugénie Clément de Cléty (Brussel, 7 mei 1797 - Gent, 5 maart 1859) trouwde in 1830 met Charles Stuckens (1794-1869). Ze werd in 1823, onder het Verenigd koninkrijk der Nederlanden, erkend in de persoonlijke adel.

## Julie Clément de Cléty
Julie-Christine Clément de Cléty (Brussel, 4 september 1798 - Turnhout, 26 juni 1839) trouwde in 1829 met Maximilien de Melin (1768-1834), lid van het Nationaal Congres. Ze werd in 1823, onder het Verenigd Koninkrijk der Nederlanden, erkend in de persoonlijke adel.

## Marie-Anne Clément de Cléty
Marie-Anne Clément de Cléty (Brussel, 9 april 1801 - Namen, 6 augustus 1885) werd in 1823, onder het Verenigd Koninkrijk der Nederlanden, erkend in de persoonlijke adel.

## Prosper Clément de Cléty
- Prosper Auguste Alexandre Clément de Cléty (Nijvel, 13 mei 1804 - Anderlecht, 5 december 1865), officier, werd in 1823, onder het Verenigd Koninkrijk der Nederlanden, erkend in de erfelijke adel met de titel ridder, overdraagbaar op alle afstammelingen. Hij trouwde in 1835 met Julie Deudon (1796-1836) en hertrouwde in 1839 met Petronille Delcour (1818-1869).
  - Emile Clément de Cléty (1843-1929) trouwde met Louise Buys (1853-1936). Het echtpaar had tien kinderen, met afstammelingen tot heden.